# Площадь Победы (Минск)
Площадь Победы (бел. Пло́шча Перамо́гі) — площадь в центре Минска, столицы Беларуси. Расположена на проспекте Независимости, за поймой реки Свислочь между улицами Захарова и Киселёва. Памятное место в честь подвига народа в годы Великой Отечественной войны. Возле монумента победы находится вечный огонь, зажженный 3 июля 1961 года.

## История
До ноября 1958 года имела название Круглая площадь.
1 июля 1984 года на площади были установлены постаменты с капсулами с землёй городов-героев: Москвы, Ленинграда, Сталинграда, Киева, Одессы, Севастополя, Керчи, Новороссийска, Тулы, Брестской крепости. В 1985 году — капсулы с землёй городов-героев Смоленска и Мурманска.

## Планировка площади Победы

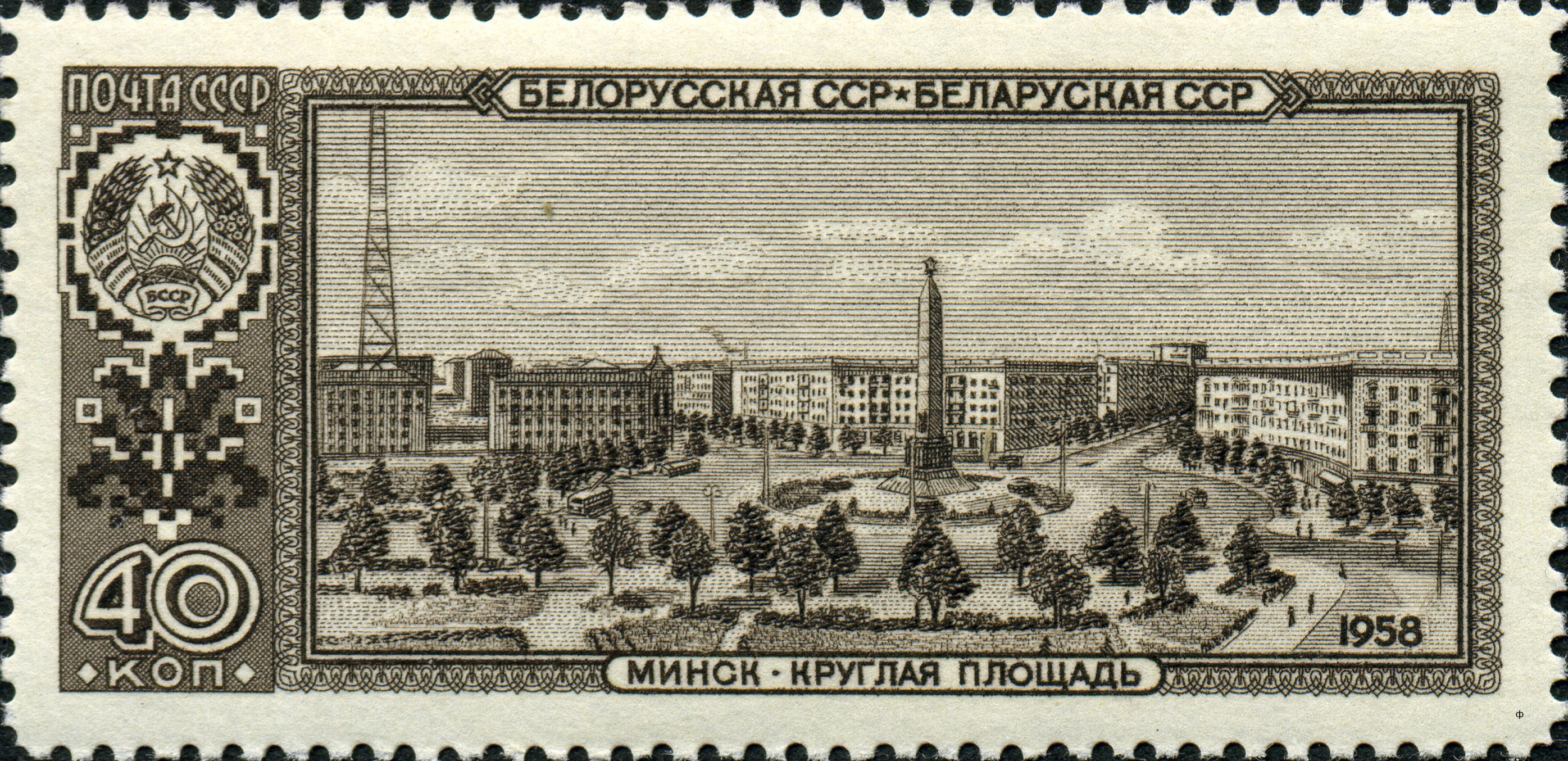
Почтовая марка 1958 год. Белорусская ССР. Минск. Круглая площадь

Архитектурный ансамбль площади начал формироваться в конце 1930-х годов с постройки двух дугообразных домов, обращённых к центру города (1939, закончены в 1947, архитектор Р. Столлер), в основе планировки которых лежит типовая 4-квартирная секция. Застройка велась по генпланам 1932—1938 годов, 1946 года и проекту площади 1950 года (арх. М. Барщ, Л. и Г. Аранаускасы, корректировка Г. Заборского и Л. Мацкевича, 1954).
Площадь имеет в плане прямоугольник (225х175 м), завершающийся с одной стороны полукружием. Её пространство расчленено на две части — круглую и аванплощадь. Композиционным центром является расположенный посреди круглой части площади монумент Победы, замыкающий перспективу проспекта Независимости и улицы Захарова. Это 38-метровый гранитный обелиск, увенчанный трехметровым изображением ордена Победы. На постаменте у основания обелиска — священный меч Победы. Памятник был сооружён в 1954 году в честь воинов Советской армии и партизан Белоруссии, погибших в боях за освобождение Белоруссии.
По обе стороны проспекта значительно ниже его уровня между ул. Захарова, Коммунистической и Фрунзе разбит сквер партерного типа, вдоль него поставлены жилые дома, по три с каждой стороны (1950—1956). По углам дома увенчаны башенками, а с южной стороны соединены между собой колоннадой. Торцовую часть площади замыкают со стороны Коммунистической улицы Дом-музей I съезда РСДРП (здание восстановлено в 1948, арх. И. Володько), мост через реку Свислочь (1951—1953), а со стороны улицы Фрунзе монументальные ворота (арх. Г. Заборский) — вход в Центральный детский парк.

## Монумент Победы
Посредине площади в 1954 установлен монумент Победы (арх. Г. Заборский, В. Король). Имеет форму обелиска (высота ок. 40 м). Облицован серым гранитом и завершён изображением ордена Победы (бронза, смальта). На четырёх гранях постамента размещены бронзовые горельефы, раскрывающие идею памятника: «9 мая 1945 г.» (А. Бембель), «Слава погибшим героям» (З. Азгур), «Советская армия в годы Великой Отечественной войны» (С. Селиханов), «Партизаны Беларуси» (А. Глебов). Как символ победы, на базе обелиска лежит меч, обвитый лавровой бронзовой веткой. Ступенчатый стилобат (чёрный лабрадорит) с четырёх сторон фланкирован бронзовыми венками. Вокруг монумента разбит газон и высажены декоративные ели.
У подножия памятника 3 июля 1961 года, в день 17-й годовщины освобождения города Минска, почётный гражданин города Минска, Герой Советского Союза генерал-полковник А. С. Бурдейный зажёг вечный огонь.
8 мая 1985 года в честь 40-летия Победы в подземном переходе на площади Победы открыт Мемориальный зал в честь погибших Героев Советского Союза за освобождение Белоруссии.
Под Площадью Победы проходит Московская линия Минского метрополитена. На Площади Победы находится вход на станцию метро Площадь Победы.

Панорамный снимок Площади Победы

## В филателии
Круглая площадь изображена на почтовой марке СССР 1958 года.